# Ormen Lange (navire)
Pour les articles homonymes, voir Ormen Lange.
 (janvier 2025).

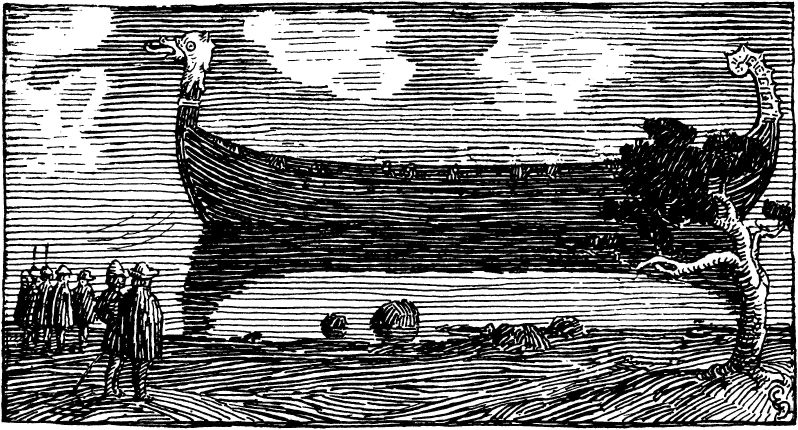
L'Ormen Lange par Halfdan Egedius.

Ormen Lange (« Grand Serpent » en français) est l'un des plus célèbres bateaux viking. Il est construit à la fin du Xe siècle pour le roi de Norvège, Olaf Tryggvason, et il s'agit du plus grand et du plus puissant navire viking de son époque.

## Origine et description
À la fin des années 990, le roi Olaf se lance une entreprise de christianisation de la Norvège. En voyage vers le Hålogaland, il arrive dans un petit royaume du nord du pays (vers la localité actuelle de Skjerstad), dont le roi, un nommé Raud Den Rame, refuse de se convertir. Il s'ensuit une bataille pendant laquelle le maelstrom de Saltstraumen empêche le roi de recevoir des renforts ce qui le force à fuir. Olaf continue alors son chemin vers le nord mais revient quelques semaines plus tard une fois les courants plus faibles. Le roi remporte la bataille, capture Raud et lui laisse le choix entre la mort et la conversion. Les sagas racontent qu'Olaf tente de le convaincre de se convertir mais Raud maudit le nom de Jésus. Le roi entre alors dans une colère si forte qu'il lui plante un kvanstilk (un tuyau) dans la gorge et y place un serpent qu'il force à entrer dans sa gorge à l'aide d'un fer rouge.  Le serpent se fraie un chemin en dévorant les entrailles de Raud et le tue. Après la victoire, Olaf confisque les richesses de Raud, parmi lesquelles se trouvent être son navire, qu'il rebaptise Ormen (« Serpent »). Il le ramène avec lui à Trondheim et l'utilise comme modèle pour son propre navire, plus long que le « Serpent » et qu'il nomme donc le « Long Serpent » (Ormen den Lange).  
Le navire possède 34 « compartiments », c'est-à-dire 34 bancs de nage, soit 34 paires de rames pour un équipage de 68 rameurs (hors autres membres de l'équipage). En extrapolant à partir des découvertes archéologiques réalisées (comme le bateau de Gokstad), on peut en déduire une longueur d'environ 45 mètres pour l'Ormen Lange. Ses flancs sont inhabituellement hauts, « aussi hauts que ceux d'un knarr ». 

## Bataille de Svolder
Navire amiral de la flotte d'Olaf, Ormen Lange est le dernier bateau à être pris lors de la bataille de Svolder, où Olaf trouve la mort face à une coalition de ses ennemis en l'an 1000. Le corps d'Olaf n'a jamais été retrouvé, certaines légendes racontent qu'il saute dans les flots où il se noie sous le poids de son armure tandis que d'autres prétendent qu'il parvient à s'échapper dans la confusion.
Son histoire est racontée dans une chanson traditionnelle des îles Féroé (une kvæði), appelée Ormurin langi.